# Berthe Morisot
Berthe Morisot   (Bourges, 14 de gener de 1841 - París, 2 de març de 1895) fou una pintora francesa, cofundadora i decana de l'impressionisme, admirada i respectada pels seus col·legues, «la gran dama de la pintura», segons la historiadora Anne Higonnet.
Rebel davant l'ensenyament acadèmic des de ben jove, Morisot va fundar 

## Biografia
Besneta del pintor Jean-Honoré Fragonard, Berthe Morisot va nàixer el 14 de gener de 1841 a Bourges, la ciutat a la qual son pare havia estat destinat com a prefecte del departament de Cher. L'any 1852 es traslladaren a París, on aviat prengué classes de dibuix juntament amb les seves germanes Yvette i Edma. Amb aquesta darrera practicava la còpia dels grans mestres del Louvre, i allí conegué el seu primer mestre important, Henri Fantin-Latour. Més tard i per intermediació d'aquest, entrà en contacte amb Édouard Manet.
A partir de 1861 Berthe i Edma van rebre el mestratge de Jean-Baptiste Camille Corot, qui li facilità participar en els "salons" de 1864 i 1865 amb algunes pintures de paisatge que tingueren un èxit discret. El 1868 posà per a tres quadres d'Édouard Manet.
L'any 1874 va cofundar, amb Claude Monet, Auguste Renoir, Alfred Sisley, Camille Pissarro i Edgar Degas, entre d'altres, el grup d'avantguarda Les Artistes Anonymes Associés, que, tot renegant dels salons oficials, participà en l'exposició d'artistes independents que el fotògraf Nadar va organitzar al seu estudi. Aquesta exposició, que comptà amb una trentena de participants, és considerada el tret de sortida de l'impressionisme. Aquell mateix any Berthe Morisot es casà amb Eugène Manet, germà d'Édouard, i el 1878 tingueren la seva única filla, Julie.
Tret de la de l'any 1879, Morisot participà en totes les exposicions impressionistes. Hi aconseguí un èxit esclatant de públic i de crítica, que la qualificà com el talent més refinat d'aquell moviment pictòric. El 1892, poc després de la mort del seu marit, feu la seva primera exposició individual a la Galérie Bossard-Valadon de París, on presentà una quarantena d'obres que foren venudes totes.
Emmalaltí sobtadament de pneumònia i, després de confiar la tutoria de la seva filla al poeta Stéphane Mallarmé i l'educació artística, a Auguste Renoir, morí als cinquanta-quatre anys i fou soterrada al panteó de la família Manet, al cementiri de Passy, a París.
Malgrat que havia repartit el gruix de la seva obra entre els seus amics Degas, Monet i Renoir, un any després de morir hom aconseguí de reunir-la gairebé tota -394 quadres- en una gran exposició retrospectiva a la Galérie Durand-Ruel.
La pintura de Berthe Morisot es va poder veure a Barcelona l'any 1907, en la cinquena edició de l'Exposició Internacional de Belles Arts organitzada per la Junta de Museus al Palau de Belles Arts. S'hi van exhibir les obres Vas de flors, A la platja, La toilette i El barret de palla. Al mateix Palau de Belles Arts, deu anys més tard, es van exposar de nou obres seves a l'Exposition d'art français. Finalment, entre la relació d'obres exposades a la venda de quadres antics i moderns que van organitzar les Galeries Laietanes al maig i al novembre del 1930, així com al 1931, consta que n'hi havia de Morisot.
Actualment les pintures de Berthe Morisot estan repartides per tot el món, però la col·lecció més important es conserva al Musée Marmottan-Monet de París.

## Un film
L'any 2012, Caroline Champetier va dirigir una pel·lícula per a televisió sobre la seva vida: Berthe Morisot. Protagonitzada per l'actriu francesa Marine Delterme, mostra la seva ferma decisió de fer-se pintora, els primers anys de la seva carrera i la relació amb Édouard Manet.

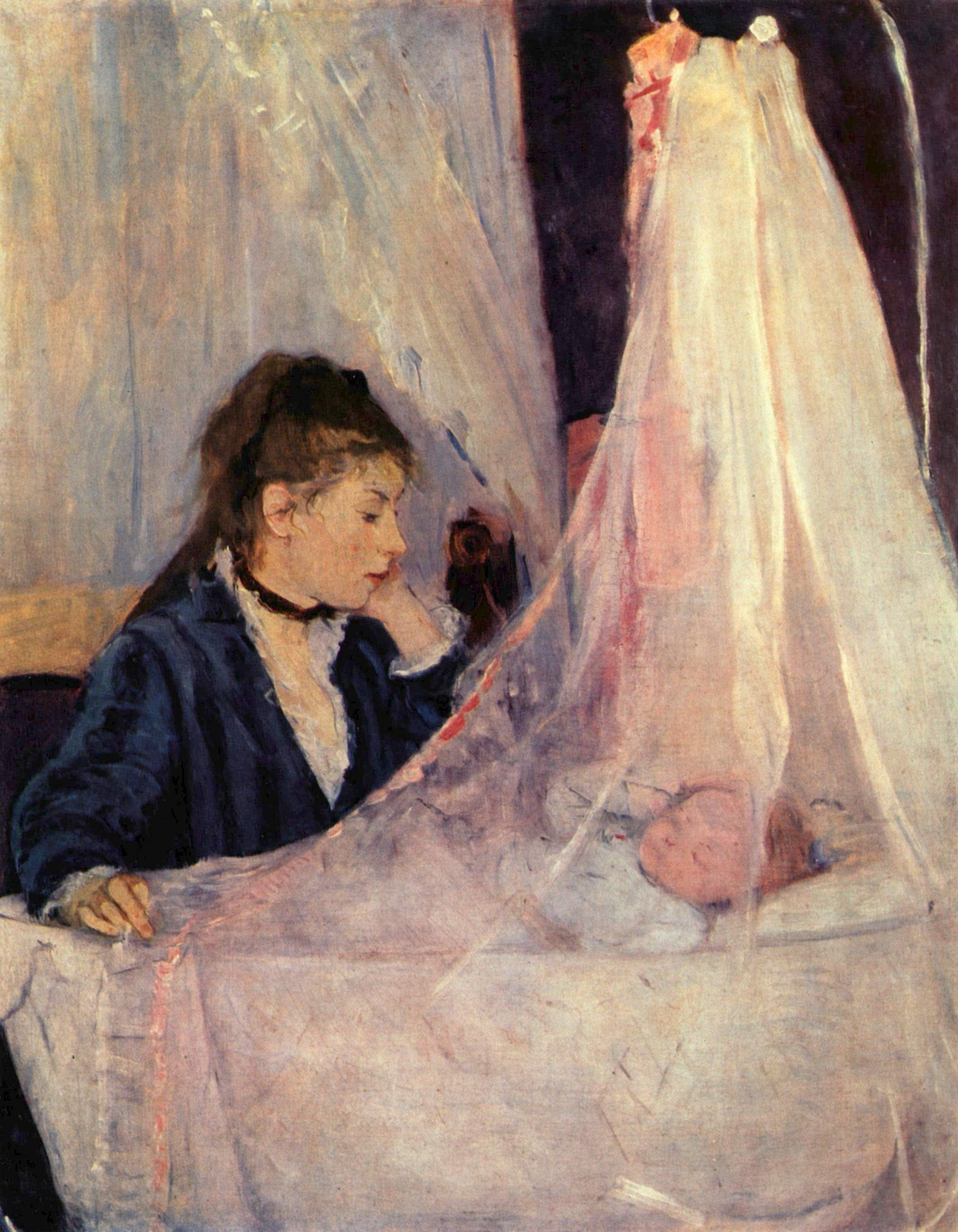
Le berceau, 1872. Museu d'Orsay
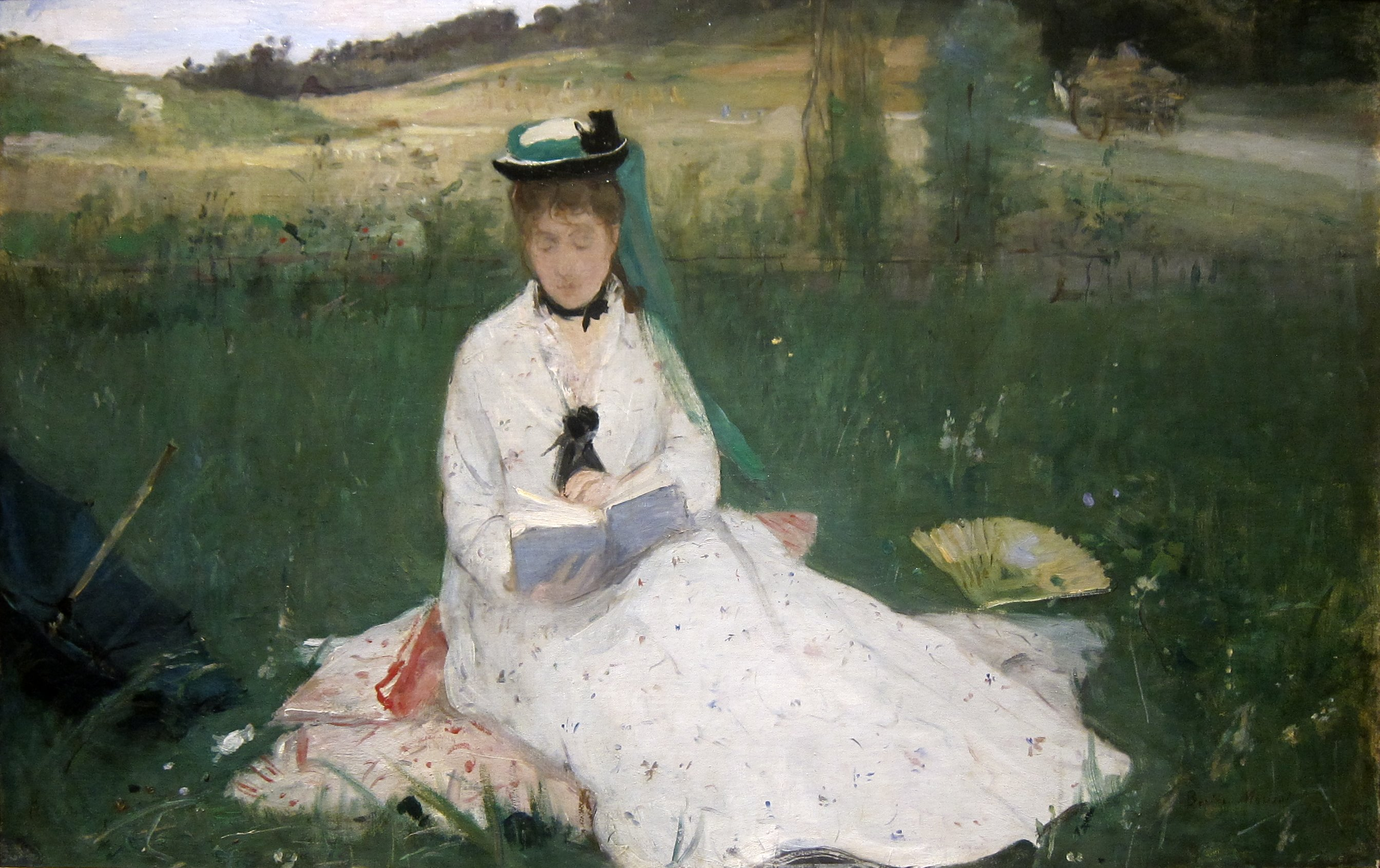
La lecture, 1873, MET de Nova York
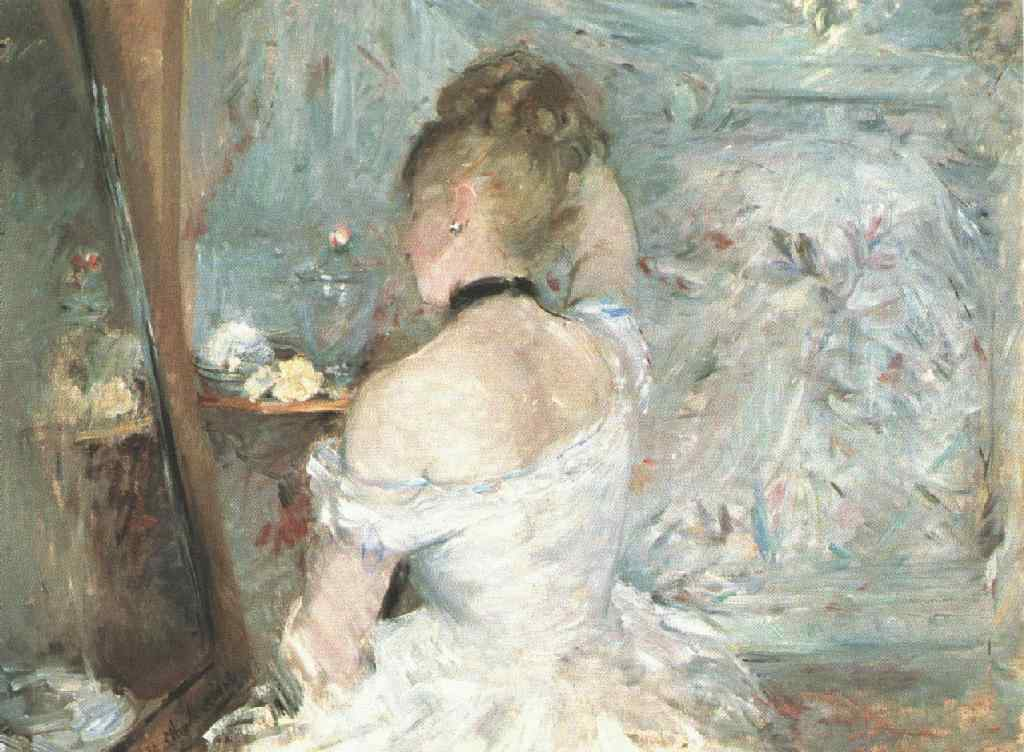
Femme à sa toilette, 1875, Art institute de Chicago
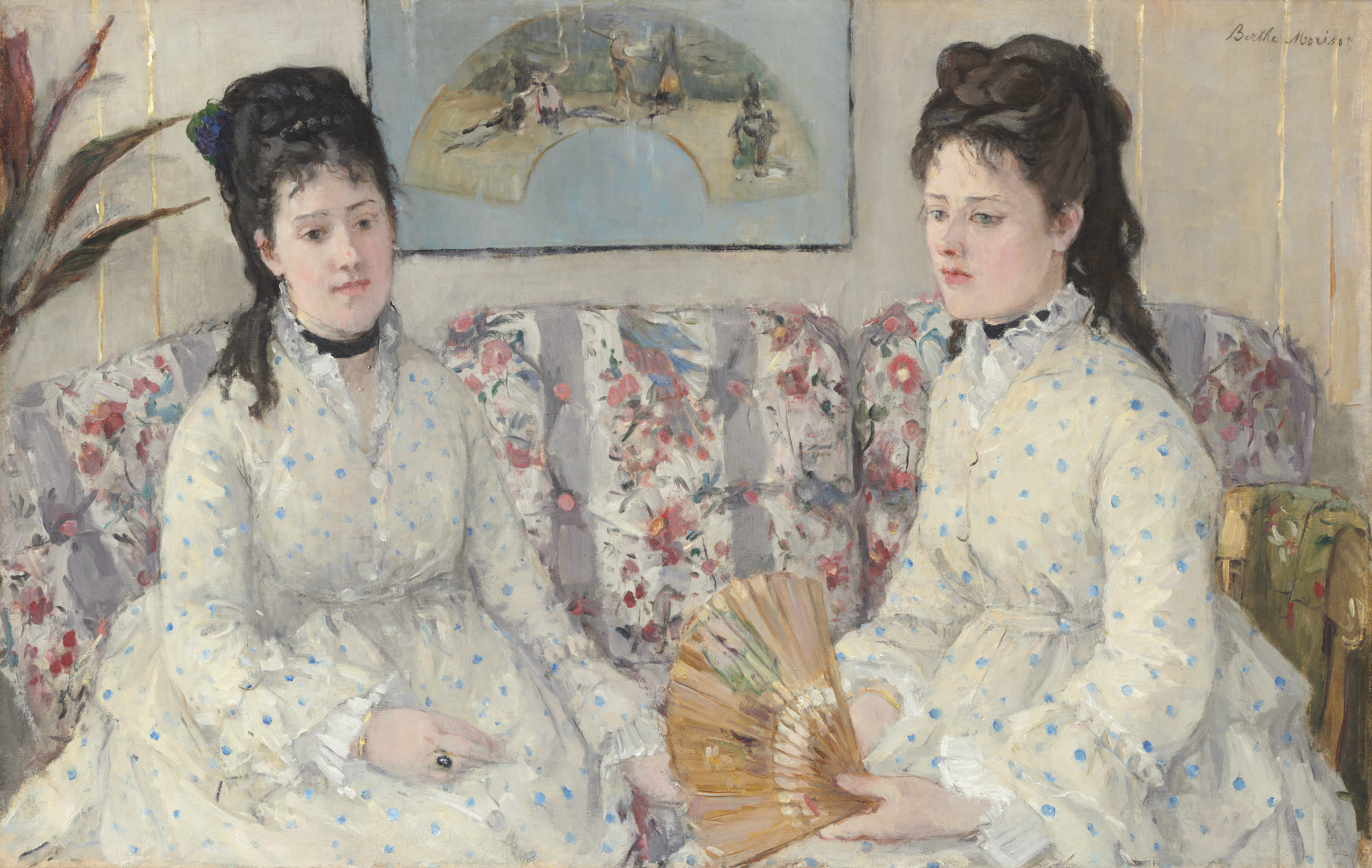
Les soeurs, 1869, Galeria Nacional d'Art, Washington
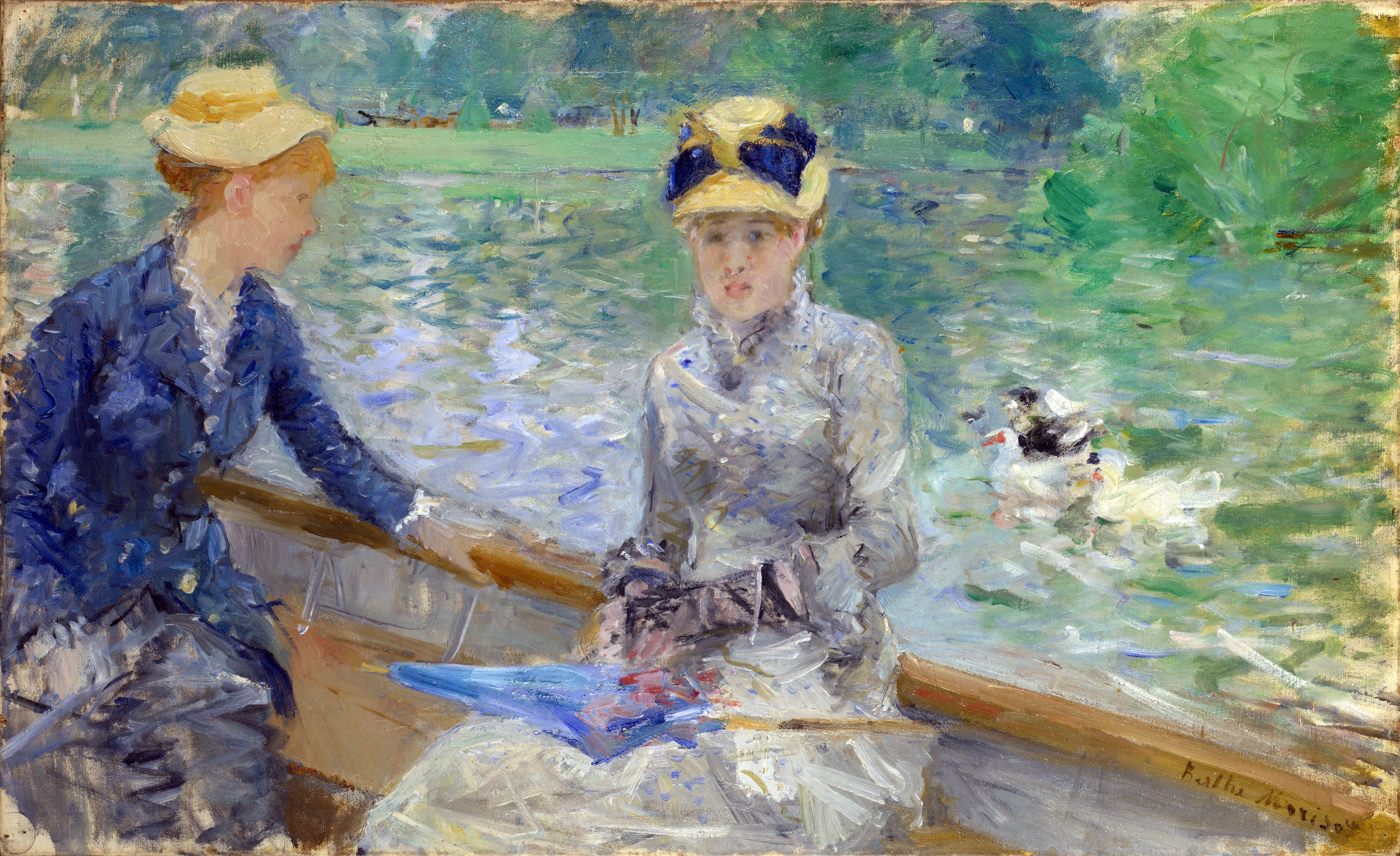
Jour d'eté, 1879, National Gallery de Londres